# Kasteel Hundisburg
Kasteel Hundisburg (Duits: Schloss Hundisburg) is een kasteel in het Duitse Haldensleben. Het omringend langoed is ingericht als Baroktuin en Engelse Landschapstuin.
Het oudste gedeelte van het kasteel stamt uit de Middeleeuwen. In opdracht van Johann Friedrich von Alvensleben werd hier van 1693 - 1712 een Barokfaçade voor geplaatst. Deze is ontworpen door Hermann Korb.
Het kasteel was vanaf 1453 in bezit van de familie Alvensleben. In 1811 werd het verkocht aan de Maagdenburgse zakenman J.G. Nathusius. Na de Tweede Wereldoorlog, waarin het kasteel gedeeltelijk werd verwoest, werd het volksbezit. Na de val van de Muur, kwam het kasteel in 1995 in bezit van de gemeente Haldensleben.